# Sinocarum vaginatum
Sinocarum vaginatum är en flockblommig växtart som beskrevs av H.Wolff. Sinocarum vaginatum ingår i släktet Sinocarum och familjen flockblommiga växter. Inga underarter finns listade i Catalogue of Life.